# Bikvaternion
Bikvaternion  (tudi dvojni kvaternion) je v abstraktni algebri število z obliko {\displaystyle w+xi+yj+zk\,}, 
kjer so
- {\displaystyle x,y,z\,} kompleksna števila
- {\displaystyle {1,i,j,k}\,}  elementi, ki se množijo kot v kvaternionski grupi.

Podobno kot imamo tri tipe kompleksnih števil, imamo tudi tri tipe bikvaternionov
- običajne kvaternione, ko so koeficienti navadna kompleksna števila
- hiperbolične kvaternione, ko so {\displaystyle w,x,y,z\,} hiperbolična števila
- Studyjevi kvaternioni (dualni kvaternioni), če so {\displaystyle w,x,y,z\,} dualna števila.

## Definicija
Če je {\displaystyle {1,i,j,k}\,} baza kvaternionov in so {\displaystyle u,v,w,x\,} kompleksna števila, potem je bikvaternion {\displaystyle q\,} enak
{\displaystyle q=u1+vi+wj+xk\,} 
Da bi ločila kvadratni koren iz -1 nad skalarnim obsegom {\displaystyle \mathbb {C} \,} v kvaternionih sta irski matematik, fizik in astronom William Rowan Hamilton  (1805 - 1865) in irski matematik Arthur William Conway (1875 – 1950) prevzela dogovor, da je oznaka enaka {\displaystyle h\,}, ker je {\displaystyle i\,} v kvaternionski grupi. To pomeni, da je 
{\displaystyle hi=ih\,}, {\displaystyle hj=jh\,}, in  {\displaystyle hk=kh\,}, ker je {\displaystyle h\,} skalar.

## Značilnosti
Algebra bikvaternionov je asociativna, ni pa komutativna. Lahko se obravnava kot tenzorski produkt {\displaystyle \mathbb {C} \otimes \mathbb {H} \,} (nad realnimi števili), kjer je {\displaystyle \mathbb {C} } obseg kompleksnih števil in {\displaystyle \mathbb {H} \,} je algebra kvaternionov. Bikvaternioni so samo kompleksifikacija realnih kvaternionov. 
Bikvaternioni imajo dve konjugirani obliki 
- kvaternionska konjugacija {\displaystyle q^{*}=w-xi-yj-zk\!}
- kompleksna konjugacija kvaternionskih koeficientov

{\displaystyle q^{\star }=w^{\star }+x^{\star }i+y^{\star }j+z^{\star }k\!}
kjer je 
- {\displaystyle z^{\star }=a-bh} kadar je {\displaystyle z=a+bh,\quad a,b\in R,\quad h^{2}=-1\,}.

Pri tem pa velja
{\displaystyle (pq)^{*}=q^{*}p^{*},\quad (pq)^{\star }=p^{\star }q^{\star },\quad (q^{*})^{\star }=(q^{\star })^{*}\,}.

## Vloga v teoriji kolobarjev

### Linearna predstavitev
Poglejmo zmnožek dveh matrik:
{\displaystyle {\begin{pmatrix}i&0\\0&-i\end{pmatrix}}{\begin{pmatrix}0&1\\-1&0\end{pmatrix}}} = {\displaystyle {\begin{pmatrix}0&i\\i&0\end{pmatrix}}}.
Vsak izmed treh skupin podatkov ima kvadrat, ki je enak negativni enotski matriki. Če zmnožek matrik prikažemo kot {\displaystyle ij=k\,}, potem se dobi podgrupa matričnih grup, ki je izmorfna kvaternionski grupi. To pomeni, da 
{\displaystyle {\begin{pmatrix}u+iv&w+ix\\-w+ix&u-iv\end{pmatrix}}}
predstavlja kvaternion.

### Podalgebre
Če obravnavamo bikvaternionsko algebro nad skalarnim obsegom realnih števil {\displaystyle \mathbb {R} \,}, potem tvori bazo {\displaystyle {1,h,i,hi,hj,hk}\,} tako, da ima algebra osem realnih razsežnosti. Pri tem pa je 
{\displaystyle (hi)^{2}\ =\ h^{2}i^{2}\ =\ (-1)(-1)\ =\ +1}.
Podalgebra bikvaternionov je izomorfna ravnini  hiperboličnih števil, ki imajo algebraično strukturo zgrajeno okoli hiperbol. Elementa {\displaystyle hj\,} in {\displaystyle hk\,} tudi določata takšne podalgebre. Pri tem pa je {\displaystyle \lbrace x+yj:x,y\in C\rbrace } algebra, ki je izomorfna s tesarinami.
Tretjo podalgebro določata {\displaystyle hj\,} in {\displaystyle hk\,}. Pri tem je treba upoštevati, da je {\displaystyle (hj)(hk)=(-1)i\,} in, da je kvadrat tega elementa enak -1. Ti elementi generirajo dihedralno grupo kvadratov. Linearni podprostor z bazo {\displaystyle {1,i,hj,hk}\,} tvori kokvaternionsko algebro.